# آقا آقابابوف
آقا گارگینی آقابابوف (ارمنی: Աղա Գարեգինի Աղաբաբով) یک سیاستمدار اهل ارمنستان بود که از تاریخ ۱۹۵۳ تا تاریخ ۱۹۶۶ سمت وزیر ارتباطات ارمنستان شوروی را برعهده داشت.

## یادداشت
1. ↑  ՀԽՍՀ ավտոմոբիլային տրանսպորտի և խճուղային ճանապարհների նախարար